# Baramia longipes
Baramia longipes is een hooiwagen uit de familie Podoctidae. De wetenschappelijke naam van Baramia longipes gaat terug op Banks.